# Polymastia boletiformis
Espèce
L’Éponge-mamelles jaune (Polymastia boletiformis) est une espèce de spongiaire de la famille des Polymastiidés.